# 核 (天体)
核 (かく、英: core、nucleus) あるいは中心核 (ちゅうしんかく) とは、天体の内部の層の一つ。

## 名称
日本語では区別しないが、英語では惑星・衛星・恒星などの核を core、彗星・活動銀河の核を nucleus と呼び分ける。
地核と呼ばれることもあるが、内核・外核の区分が発見される以前の古い呼称である上に、地殻と紛らわしいため、近年は用いられることが少ない。

## 地球

地球の構造

地球の核は、直径約7,000 km（半径3,500 km）で、地表からは地下2,900 km以下にある。隕鉄の成分から、主に鉄とニッケルからできていると考えられている。
構造は液体の外核（地下2,900 km - 5,100 km）と固体の内核（地下5,100 km - 6,400 km）からなると考えられている。中心温度は太陽の表面温度とほぼ等しい約6,000 K(約5700℃)。液体の外核が流動して誘導起電力が発生することで核内に電流が流れ、地磁気が発生すると考えられている。
内核と外核の地震学的な境界面はレーマン不連続面と呼ばれる。コア-マントル境界（core-mantle boundary）はCMBと略す。また、地震学的には外核とマントルの境界面はグーテンベルク不連続面と呼ばれる。

## 惑星・衛星など
地球以外の惑星や衛星などでも、中心部の、周辺部より高密度の領域を核 (core) と呼ぶ。どのような組成・物性の核について論じているかを明確にするため、金属核、岩石核、固体核などの用語も使われる。
核の外側の層は、地球同様、マントルと呼ばれる。

### 金属核

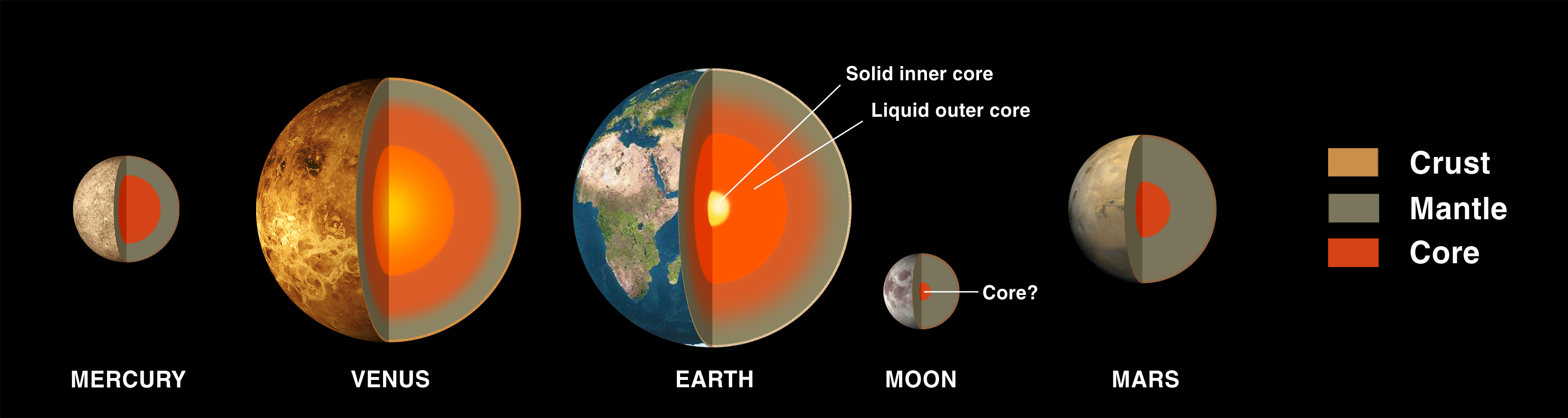
地球型惑星の内部構造。核はオレンジ色。

水星・金星・火星の地球型惑星は、自重による圧縮を考慮してもなお密度が岩石より高いことから、地球と同様に金属核が存在することが推定できる。惑星に対する核の半径の比率はさまざまで、火星は40%、地球や金星は50%、水星では75%に達する。金星や火星には地球のような強い磁場がないことから、地球の外核のような液体層は存在しない（ダイナモ効果が働いていない）と考えられているが、水星の核は地球と同様に一部が融解して磁場を発生させていると言われる。
月やガリレオ衛星など大型の衛星にも金属核が存在する可能性が高い。ガリレオ衛星のイオやエウロパは、半径の三分の一程度の核を持つと予測されている。ただし、地球以外で地震波による探査がなされた唯一の天体である月では、金属核の明確な証拠はまだ見つかっていない。月は平均密度が高くないため、金属核が存在するとしても小さいものだと考えられている。
鉄隕石と石質隕石の存在から、小惑星の中にも、金属層と岩石層が分化し、金属核を持つものがあることがわかる。過去に溶融状態を経験した小惑星は層状に分化した内部構造を持つようになると考えられている。代表例としてはベスタが挙げられる。

### 巨大ガス惑星の核

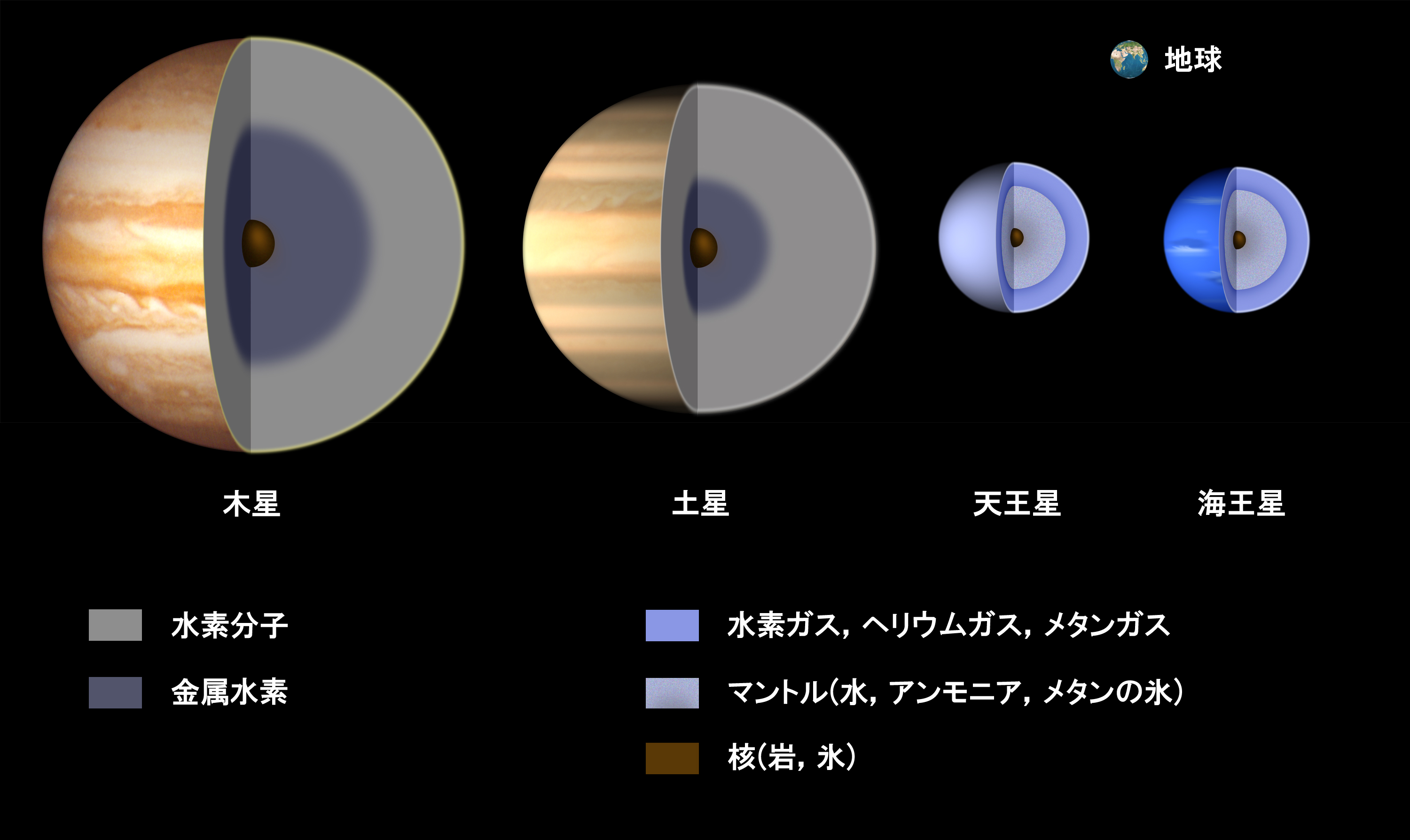
巨大ガス惑星の内部構造。核は茶色。

木星・土星といった木星型惑星は、体積の大部分が水素、ヘリウム、水、アンモニア、メタンなどの気体ないし揮発成分からなるが、中心部には岩石を主体とする固体核（岩石核）が存在する。核は惑星全体と比べ小さいが、それでも地球の10倍前後の質量を持つと考えられている。 
天王星と海王星では、木星や土星と比べ水素・ヘリウムの量が少ない。質量の大部分は水・アンモニア・メタンの氷からなるマントルに占められており、マントルの内部には岩石の核が存在すると見られる。
太陽系外惑星についても、質量と半径が観測可能な場合は、計算された平均密度に基づいて内部構造を予想することができる。たとえば、高密度のガス惑星であるHD 149026 bは地球質量の100倍前後に相当する巨大な核を持っていると推定されている。また、主星に近い軌道を持つ巨大惑星では表層の揮発成分が失われて固体核が露出するようになる可能性があり、このような天体はクトニア惑星と呼ばれている。

### 氷天体の岩石核
大型の氷衛星や太陽系外縁天体は、氷の層の下に岩石核を、さらに岩石核の中に金属核を持つ可能性が高い。これらの天体では、同じ「核」と言う言葉で、文脈によって岩石核を意味することと金属核を意味することとがある。

## その他の核

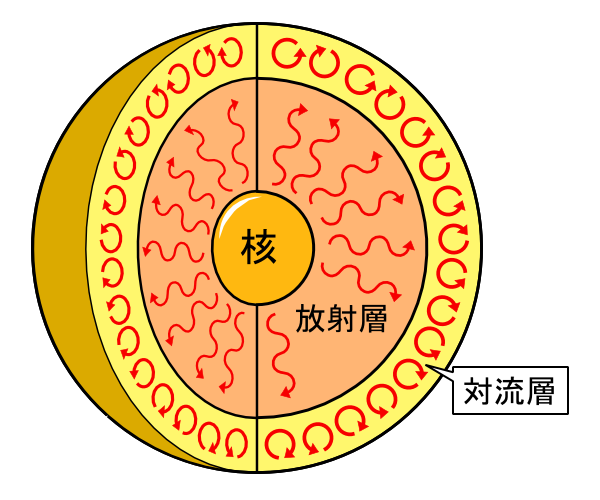
太陽の内部構造

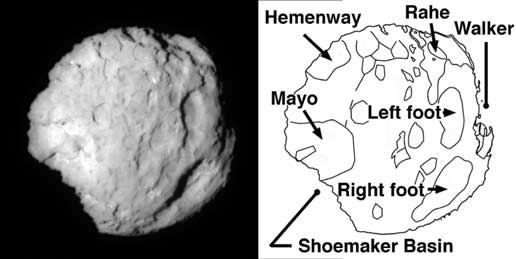
ヴィルト第2彗星の核

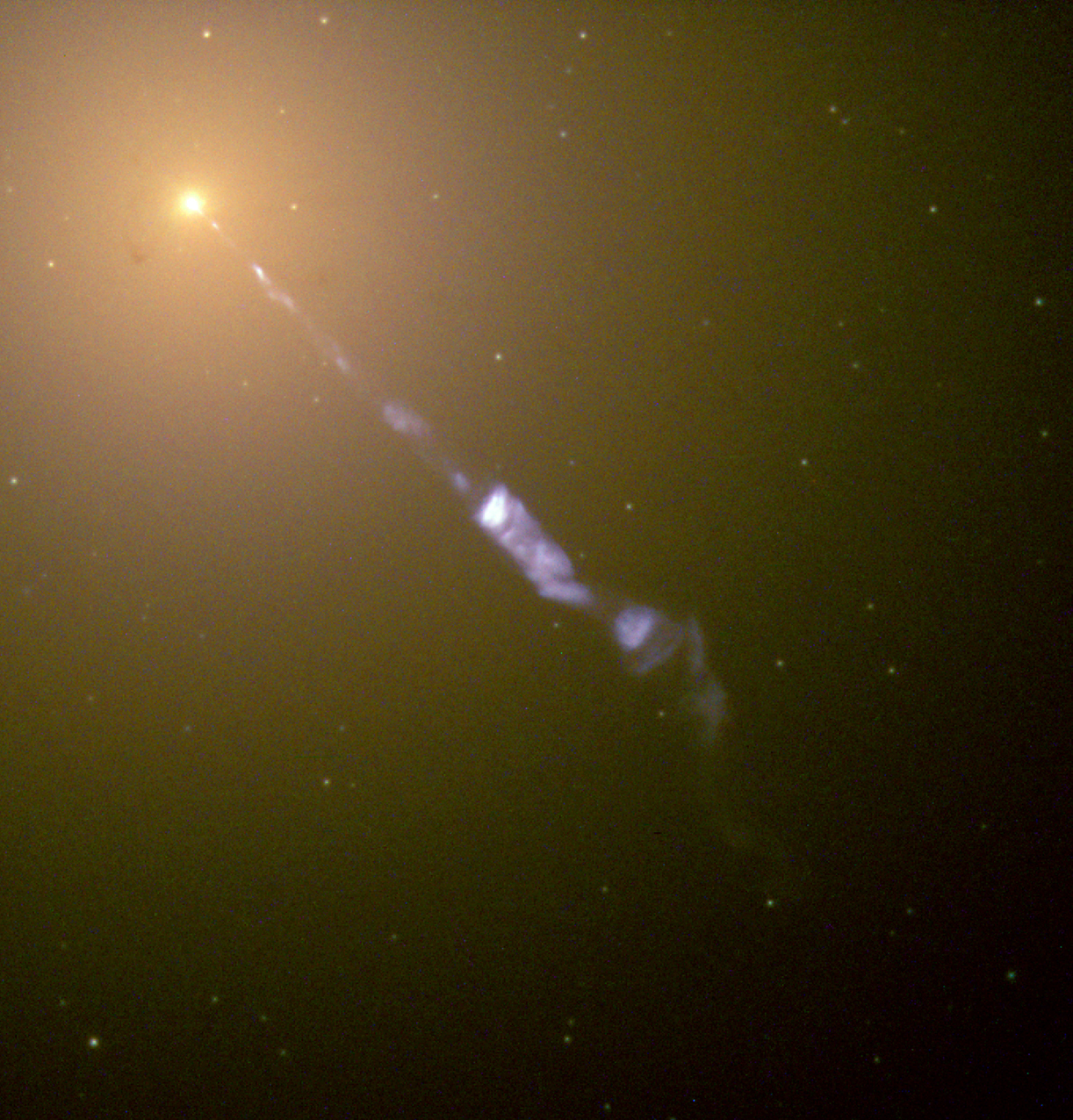
M87の活動銀河核（左上の光点）

### 恒星
恒星では、原子核融合を起こしている領域と、またその内側に燃えカス（水素-水素反応ならヘリウム）からなる領域があればそれを含め、核 (core) と呼ぶ。
これとは別に、恒星の生成論では、収縮する分子雲の中心部の、圧力平衡となった高密度領域（のちに原始星となる）を核 (core) と呼ぶ。

### 彗星
彗星では、大気であるコマに覆われた、固体の本体を核 (nucleus) という。

### 銀河
セイファート銀河、クエーサーなどの活動銀河では、中心部のごく小さい領域のみが活発に活動しており、それを活動銀河核 (active galactic nucleus) という。推定されるサイズに比べ推定質量が非常に大きいため、超大質量ブラックホールがあると考えられている。われわれの銀河系のように活動銀河というほどの活動性がなくとも、同様に小さな活動領域があれば、銀河核 (galactic nucleus)・核 (nucleus) ということがある。
ほかに、渦巻銀河の銀河バルジや、漠然と銀河の中心部を指してcore、centerとも言う。